# Chrysso argyrodiformis
Chrysso argyrodiformis är en spindelart som först beskrevs av Takeo Yaginuma 1952.  Chrysso argyrodiformis ingår i släktet Chrysso och familjen klotspindlar. Inga underarter finns listade i Catalogue of Life.